# Kebal
Kebal est une localité de la commune de Strömstad dans le comté de Västra Götaland en Suède.
Sa population était de 384 habitants en 2019.